# Едвард Ньютон
Сер Едвард Ньютон (англ. Edward Newton; 10 листопада 1832 — 25 квітня 1897) — британський колоніальний адміністратор та орнітолог. Один з дванадцяти засновників Британського орнітологічного товариства. Колоніальний секретар Маврикію (1859—1877). Phelsuma edwardnewtoni, вид гекконів, названий на його честь.

## Життєпис
Едвард Ньютон народився в сім'ї англійського політика Вільяма Ньютона. Був шостим та наймолодшим сином в родині. Молодший брат англійського зоолога та орнітолога Альфреда Ньютона.
Ньютон був колоніальним секретарем Маврикію в 1859—1877 роках. Звідти він посилав своєму братові Альфреду Ньютону зразки різних тварин для опису, включаючи маврикійського та родригеського дронтів, обидва на той час вже вимерлі.
Едвард був пізніше призначений колоніальним секретарем і віце-губернатором Ямайки (1877—1883).